# 李拉
李拉（英語：Li La，2002年—），中国大提琴演奏家。

## 背景
李拉2002年出生于中国杭州市。4岁开始学习钢琴，师从浙江师范大学杭州幼儿师范学院林英龙教授，7岁开始学习大提琴，启蒙于曾担任浙江交响乐团首席的张宝君老师。曾就读于上海音乐学院附小，附中，师从曹敏教授。2016年赴美，在茱莉亚音乐学院预科班学习两年。2018年10月至今就读于德国克龙贝格音乐学院。使用乐器为1690年产乔凡尼·格兰奇诺大提琴，由英国伦敦J. A. Beare's国际提琴协会授予使用。
曾在瑞士韦尔比耶音乐节、德国埃尔莫城堡、莫斯科柴可夫斯基音乐学院大厅、上海东方艺术中心演奏。曾与浙江交响乐团、上海爱乐乐团、上海歌剧院交响乐团、莫斯科名家室内乐团(由来自俄罗斯各乐团的首席组成)、新俄罗斯国立交响乐团等合作。合作过的指挥家有弗拉基米尔·斯皮瓦科夫、克斯利托夫·艾申巴赫、尤里·特卡琴科、盖伯尔·塔卡克斯-纳吉、汤沐海、张国勇等。还曾与世界知名室内乐演奏家大卫·格林加斯、塔贝亚·齐默尔曼、安东尼·塔弥斯蒂特等合作演出。
2020年11月在上海音乐厅、12月在北京中山公园音乐堂、广州大剧院实验剧场举办个人独奏会。

## 学历及从师经历
- 2011年～2016年 - 就读于上海音乐学院附小、附中。师从曹敏教授。[3]
- 2016年～2018年 - 就读于美国茱莉亚音乐学院预科。师从Richard Aaron教授、Sieun Lin教授。[3]
- 2018年～现在 - 就读于德国克龙贝格音乐学院。师从大提琴演奏家Frans Helmerson。[4]

## 所获獎項
- 2012年 - 第13届大阪国际音乐比赛弦乐器部门Age-E1组第1名，同时获得最佳弦乐演奏奖和神户市长奖。[2]
- 2012年 - 第9届克罗地亚安东尼奥·杨尼格洛国际大提琴比赛第1名（报高一个年龄组别的情况下获得了该组别的第1名，同时获得闭幕式唯一演奏者的殊荣）[2]
- 2013年 - 第24届法国巴黎富勒姆国际音乐比赛冠军（获得了所有评委打出的满分）[3]
- 2014年 - 第8届莫斯科柴可夫斯基国际青少年音乐比赛大提琴组冠军（大赛历届冠军获得者最小年龄纪录保持者）[3]
- 2018年 - 美国密歇根州第43届Stulberg国际弦乐比赛银奖[4]